# Halič

Mapa historických území Ukrajiny

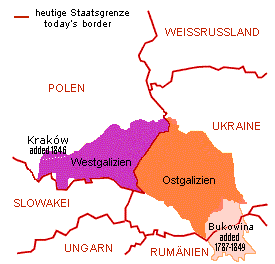
Halič (stav v letech 1849–1918) na dnešní mapě Evropy

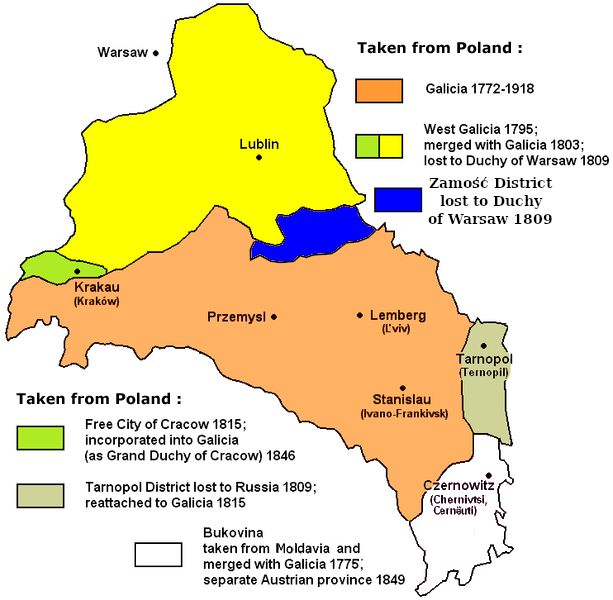
Územní vývoj rakouské Haliče v letech 1772–1918

Halič (ukrajinsky Галичина, Halyčyna; polsky Galicja; německy Galizien; latinsky Galicia) je historická země ve východní Evropě, rozdělená mezi dnešní Polsko a Ukrajinu (větší část). Na severu sousedí s Volyní, na východě s Podolím, na jihovýchodě s Bukovinou, na jihu s Podkarpatskou Rusí a na západě s Malopolskem, resp. Sandoměřskem. Jako Království haličské a vladiměřské byla Halič jednou z korunních zemí habsburského soustátí (později Rakouského císařství a Rakouska-Uherska). V letech 1918–1919 bylo území krátce rozděleno mezi obnovené Polsko a Západoukrajinskou lidovou republiku, poté bylo celé součástí Polska. V září 1939 byla východní část staré „rakouské“ Haliče zabrána Sovětským svazem, v jehož rámci byla přičleněna k Ukrajinské SSR; po rozpadu Svazu (1991) pak zůstala nástupnické Ukrajině. Západní část od konce druhé světové války patří Polsku. 
Rakouský správní celek Haličsko-Vladimirska byl vytvořen po prvním dělení Polska roku 1772 z jižní části Polské koruny, v jejíchž hranicích Halič spadala do Malopolské provincie. Západní část nové rakouské země byla utvořena z jižní části historického Malopolska, dále z Osvětimska, Zátorska a jen východ území (zahrnující především oblasti na území dnešní Ukrajiny a pruh území na jihovýchodě Polska) se kryl s původní středověkou Haličí, zvanou dlouho také Červená Rus. Jejím hlavním městem byla Halyč, ve 12.–13. století sídlo Haličsko-volyňského knížectví, jednoho z nástupnických celků Kyjevské Rusi.

## Geografie
Rakouská Halič zaujímala severní podhůří Karpat od horní Visly na západě až po horní Prut na východě. Řeka San dělila Halič na západní část s městem Krakov, kterou obývají hlavně Poláci, a východní část s městem Lvov, kterou obývají hlavně Ukrajinci (s početnou polskou menšinou – kolem 30 %, Poláci byli dominantní zejména v okolí Lvova a Ternopila [Tarnopola] a ve městech). Rozloha rakouské Haliče se v průběhu dějin měnila:
- 1772–1775: 82 500 km² (včetně okresů Nowy Targ, Czorsztyn a Nowy Sącz zabraných Rakušany už v roce 1770–5200 km²; polská Spiš zabraná Rakušany v roce 1769 byla navrácena Uhersku jako autonomní provincie 11 spišských měst)
- 1775–1795: 93 000 km² (připojena Bukovina)
- 1795–1809: 140 000 km² (získána severní Malopolsko a jižní Mazovsko jako tzv. Západní Halič, či Nová Halič)
- 1809–1815: 83 000 km² (ztráta Západní Haliče, oblasti okolo města Zamość a oblasti Tarnopolu)
- 1815–1846: 87 300 km² (získána oblast Tarnopolu)
- 1846–1849: 88 500 km² (získána Krakovská republika – 1150 km²)
- 1849–1918: 78 500 km² (Bukovina je odpojena jako samostatná provincie)

Rakouská Halič se skládala z následujících částí: Červené Rusi, Osvětimska, Zátorska a jižní části Malopolska, .

## Demografie
V roce 1911 žilo v Haliči 8 082 000 obyvatel (1846: 4 876 000, 1870: 5 492 000, 1897: 7 047 000) z toho Poláci 58,6 %, Ukrajinci 40,2 %, Němci 1,1 % (asi 10 % obyvatel byli Židé, ale s ohledem na to, že v Rakousku nešlo uvést židovskou národnost, udávali jiné národnosti – asi 92 % Židů se přihlásilo k polské národnosti. Poláků po odečtení Židů tedy bylo kolem 48 %). Podle vyznání v Haliči bylo 46,5 % římských katolíků, 42,1 % řeckokatolíků (křesťané východního ritu, kteří uznávali svrchovanost papeže), 10,9 % židů a 0,5 % protestantů.

## Historie
V roce 1772 se Habsburské soustátí zúčastnilo prvního dělení Polska, během něhož zabralo jižní část polského státu (byla zabrána jihozápadní část Malopolské provincie – jižní Malopolsko a Červená Rus). Dělení Polska bylo ve své době rozporuplným činem, který v Evropě vyvolával smíšené pocity. Habsburkové chtěli svým činům dát nádech legálnosti, ale nenašli žádná současná ani dávná práva nebo nároky na Malopolsko. Jediné pojítko, které by je mohlo spojovat s nově zabraným územím, vedlo přes titul uherského krále, který Habsburkové vlastnili. V 13. až 14. století Polsko a Uhersko soupeřilo o Červenou Rus. Uhersku se dokonce na krátko podařilo ovládnout největší státní útvar na tomto území – Haličské knížectví (hlavní město Halič). Tímto způsobem toto polské území dostalo v habsburském soustátí název téměř neznámého, z mapy Evropy dávno zmizelého rusínského knížectví – Halič. Po páté rusko-turecké válce (1768–1774) Habsburkové získali Bukovinu a v roce 1775 ji připojili k Haliči. V roce 1795 se Habsburkové zúčastnili ještě 3. dělení Polska, během něhož zabrali zbytek Malopolska (s Krakovem) a jižní část Mazovska.
Nově nabytá území dostala název Západní Halič (někdy nazývaná také Nová Halič), ale během napoleonských válek v roce 1809 o ně Habsburkové přišli (stala se součástí vytvořeného v r. 1807 polského Varšavského vévodství). Krátce, v letech 1809–1815, Habsburkové přišli také o Tarnopol s okolím, ale po napoleonských válkách ho Rusové Habsburkům vrátili. Posledním územím připojeným k rakouské Haliči byla Krakovská republika (1815–1846) získaná Habsburky po nezdařeném polském povstání v Haliči v roce 1846. V roce 1849 Bukovina získala status samostatné provincie a byla odpojena od Haliče. V roce 1850 rakouská Halič byla administrativně rozdělena na Západní (Krakov) a Východní (Lvov) část. Do roku 1918 byla Halič jednou z korunních zemí monarchie. Disponovala zemskou samosprávou, jejímž nejvyšším orgánem byl Haličský zemský sněm sídlící ve Lvově.
Roku 1918 byla část Haliče s převahou Poláků začleněna do obnoveného Polska, na východě území, kolem Lvova, se ustavila Západoukrajinská lidová republika, která se 22. ledna 1919 oficiálně sloučila s Ukrajinskou lidovou republikou. V červenci 1919 již však byla většina bývalé Západoukrajinské lidové republiky obsazena jednotkami Polska. V dubnu 1920 byla podepsána Varšavská smlouva mezi Polskem a Ukrajinou se sídlem v Kyjevě. Smlouva definovala polsko-ukrajinskou hranici na řece Zbruč, a tak celá východní část Haliče připadla Polsku. Varšavská smlouva vyvolala velkou nespokojenost mezi haličskými Ukrajinci, kteří se cítili zrazeni vládou v Kyjevě. Exilová západoukrajinská vláda smlouvu odmítla a během Pařížské mírové konference se stále snažila stávající stav změnit. Společnost národů nakonec oficiálně přisoudila východní Halič Polsku 14. března 1923 s podmínkou, že polská vláda zaručí oblasti autonomii.
V rámci obnoveného Polska, které bylo na rozdíl od někdejšího Polsko-litevského státu centralistickým státem, byla Halič jako administrativní jednotka zrušena a rozdělena mezi několik vojvodství, která nicméně ale respektovala severní hranici bývalé rakouské korunní země. Po vypuknutí druhé světové války a porážce Polska v roce 1939 si území Haliče mezi sebe rozdělilo Německo a Sovětský svaz. V roce 1941 Němci obsadili i část zabranou Sovětským svazem. Po druhé světové válce bylo s malými změnami obnoveno rozdělení z roku 1939. Do roku 1947 byla provedena vzájemná výměna polských a ukrajinských obyvatel Haliče (zůstalo pouze malé množství Poláků na Ukrajině a Ukrajinců v Polsku).

### Dějiny Červené Rusi

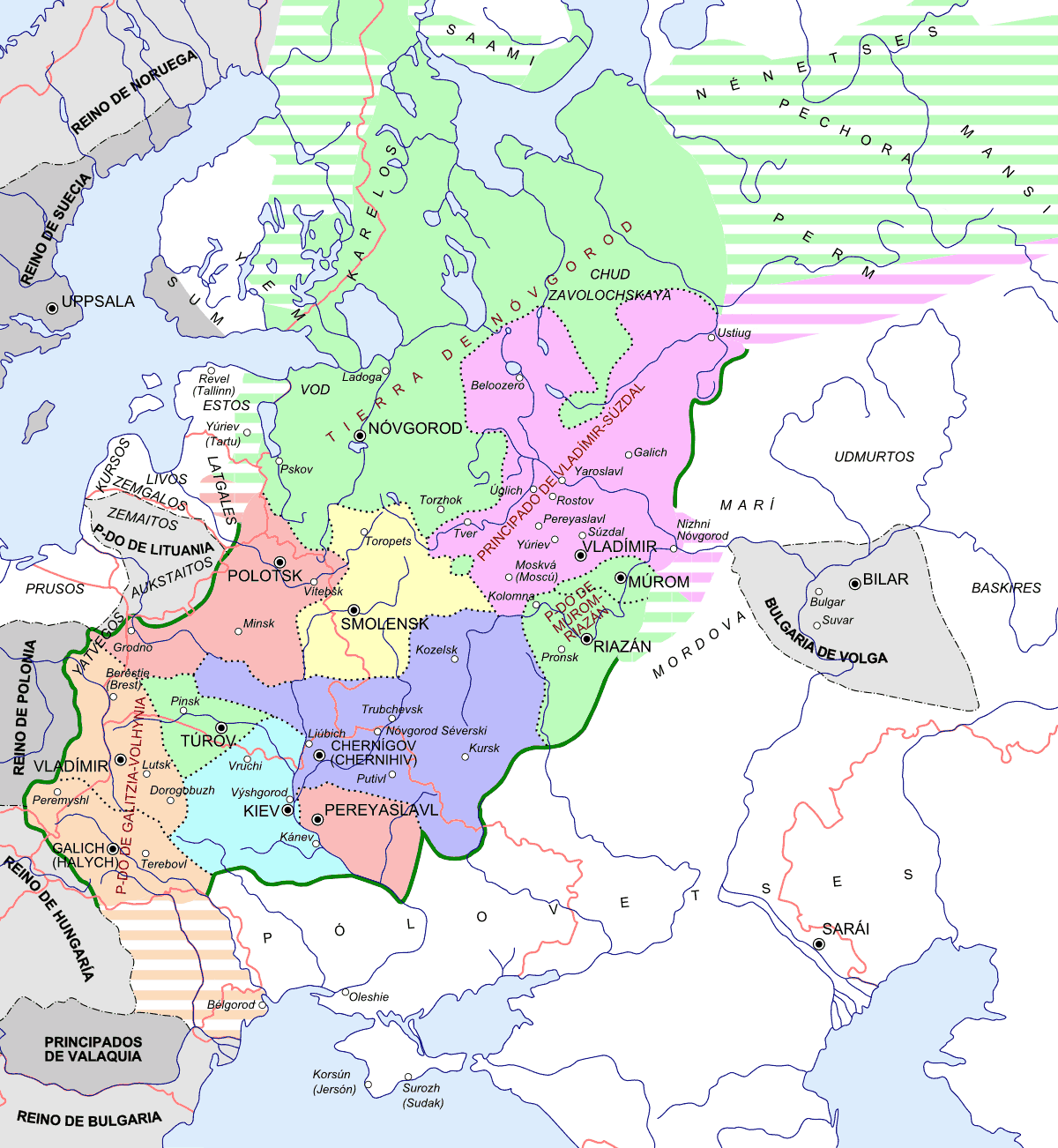
Kyjevská Rus (1237)

Území Haliče bylo od konce 5. století osídlováno Slovany. V 10. století se západní část Červené Rusi stala součástí Polského knížectví, zatímco východní část připadla Kyjevské Rusi. Po rozpadu jednotného kyjevského státu v polovině 12. století vzniklo haličské knížectví pod vládou místní větve rurikovské dynastie. Na přelomu 12. a 13. století se Halič dostala do centra zájmů uherských Arpádovců, kteří se zde neúspěšně snažili zřídit svoji sekundogenituru. Uherský král Ondřej II. sem podnikl sedmnáct válečných tažení. Roku 1199 došlo ke spojení Haliče a volyňského knížectví pod vládou knížete Romana Mstislaviče (1199–1205). Obě knížectví byla v živém kontaktu se svými západními sousedy Polskem, Uhrami a Litvou. Jejich územím procházely významné obchodní stezky vedoucí ze střední Evropy na východ a především sem byly pod tlakem kočovných Polovců přesunuty cesty spojující skandinávský sever s byzantským jihem. O významném postavení knížete svědčí skutečnost, že roku 1203 získal také Kyjev a že se ho papež Inocenc III. pokusil, ovšem marně, přesvědčit, aby konvertoval ke katolické víře. Po Romanově smrti prodělalo knížectví hlubokou vnitropolitickou krizi, které zneužili k prosazování svých zájmů uherští králové a polská knížata. Roku 1238 se Romanovu synovi Danieli Romanovičovi (1238–1264) podařilo vleklou krizi ukončit. Přestože knížectví postihl vzápětí nato ničivý tatarský vpád, byly jeho následky překonány a země se začala úspěšně rozvíjet jak po stránce hospodářské tak politické. Po roce 1246 se Daniel ve spolupráci s uherským králem Bélou IV. pokusil získat pro svého syna Romana babenberské dědictví. Současně se snažil zformovat koalici proti Tatarům, do které chtěl zapojit západní panovníky, a byl proto ochoten přistoupit na církevní unii. V tomto smyslu jednal s papežem Inocencem IV., na kterém požadoval vyhlášení křížové výpravy. Papež sice nechal Daniela roku 1254 korunovat haličským králem, ale slíbená vojenská pomoc se nedostavila. Kníže proto přerušil své styky s Římem a podřídil se chánovi. Tatarská nadvláda nebyla na haličsko-volyňském území tak intenzívní, proto sem přicházelo mnoho uprchlíků z více postižených oblastí, což příznivě napomáhalo dalšímu rozvoji této oblasti.
Roku 1387 připadla Halič Polské koruně a stala se částí Malopolské provincie. V roce 1772 oblast zabrala Habsburská říše. Ke konci 19. století ve Východní Haliči došlo k národnímu obrození Ukrajinců (oblast východní Haliče byla hlavním centrem ukrajinského národního hnutí, jakýmsi „ukrajinským Piemontem“), kteří začali prosazovat svoje práva v do té doby Poláky dominované rakouské Haliči. Po první světové válce byla celá tzv. Východní Halič připojena k Polsku (1919). Po vypuknutí 2. světové války oblast obsadil Sovětský svaz (1939–1941), poté Německo (1941–1944) a poté opět Sovětský svaz (1944). V tomtéž roce polská lidová vláda (komunisté) uznala připojení východního Polska k Sovětskému svazu. Od roku 1991 je toto území součástí nezávislé Ukrajiny.

### Dějiny Malopolska

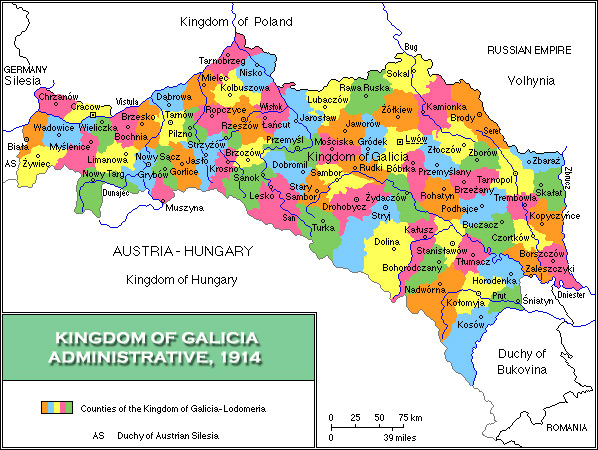
Administrativní mapa Haliče, 1914

Procentní zastoupení židovského obyvatelstva roku 1910

Území Malopolska bylo od 6. století osídlováno Slovany. V 9. století na území Malopolska existovalo Vislanské knížectví, které se na krátko stalo součástí Velkomoravské říše a později Českého knížectví. V 10. století Malopolsko získali Piastovci a stalo se tímto součástí polského knížectví. Během času se těžiště polského státu přesunulo z Velkopolska do Malopolska a hlavním městem se stal malopolský Krakov. V roce 1138 kníže Boleslav III. Křivoústý rozdělil Polsko mezi své syny, což dalo počátek feudálnímu rozdrobení Polska. Nejstarší představitel piastovské dynastie byl tzv. seniorem (tedy hlavním knížetem Polska) a bezprostředně vládl v Malopolsku, které se stalo tzv. seniorální provincií, která vždy náležela seniorálnímu (hlavnímu) polskému knížeti. Ostatní části Polska (Slezsko, Velkopolsko, Mazovsko, Pomoří) byly rozděleny mezi ostatní syny Boleslava III., kteří podléhali seniorovi a během času tam docházelo k dalšímu dělení území mezi syny zesnulých polských knížat (největší rozdrobení postihlo Slezsko a Mazovsko). V roce 1320 původně kujavský kníže Vladislav Lokýtek sjednotil část rozdrobeného Polska (Malopolsko, Velkopolsko, Kujavsko), korunoval se králem a na území, které ovládal, vyhlásil vznik polského království s hlavním městem v malopolském Krakově. Své dominantní postavení Malopolsko ztratilo po uzavření polsko-litevské unie v roce 1569 – hlavním městem se stala Varšava a těžiště státu se přesunulo do Mazovska, i když část hlavních institucí zůstala v Krakově (korunovace) a v Hnězně ve Velkopolsku (arcibiskupství). Polská část Polsko-Litevské republiky se dělila na dvě hlavní provincie: Velkopolsko a Malopolsko. Malopolská provincie se skládala z 11 vojvodství a byla největší v Polsko-Litevské republice (452 000 km²). Zahrnovala kromě historického Malopolska celou jihovýchodní část Polska a také celou Ukrajinu patřící v té době k Polsku (správním střediskem provincie byl Krakov). Během prvního dělení Polska v roce 1772 Habsburkové zabrali jihozápadní část Malopolské provincie a nazvali ho Halič (část krakovského vojvodství, sandoměřského vojvodství a celé ruské a belžské vojvodství).
Během druhého dělení Polska v roce 1793 východní část Malopolské provincie zabrali Rusové a Prusko zabralo kousek západního Malopolska (Čenstochová). Během třetího dělení Polska v roce 1795 zbytek Malopolské provincie mezi sebe rozdělili Rusové a Habsburkové. Téměř celé historické Malopolsko (to, které bylo součástí Polska před připojením Ukrajiny a které bylo obydleno pouze Poláky) se dostalo pod Habsburskou nadvládu (pouze malý kousek získalo také Prusko). V roce 1807 Napoleon Bonaparte vytvořil polské Varšavské vévodství, ke kterému v roce 1809 připojil severní Malopolsko po jeho odtržení od Rakouska. V roce 1815 bylo Varšavské vévodství zlikvidováno a místo něj vytvořena Krakovská republika a Polské Království spojené personální unií s Ruskem. V letech 1815–1846 bylo historické Malopolsko rozděleno mezi 4 státy: Prusko, Rakousko, Polské království spojené s Ruskem a Krakovskou republiku (v případě dvou posledních šlo o polonezávislé polské státy). V roce 1831 po poraženém polském povstání bylo Polské království fakticky připojeno k Rusku (formálně v roce 1864) a v roce 1846 po prohraném polském povstání v Haliči Habsburkové zabrali Krakovskou republiku. V roce 1860 po demokratických reformách se rakouský zábor stal centrem polského národního života (Krakov, Lvov), který udržoval polské národní hnutí v ruském a německém záboru. V roce 1918 Malopolsko spoluvytvořilo Polsko. Během druhé světové války bylo krátkodobě okupováno nacistickým Německem (1939–1945). V 21. století na území historického Malopolska existuje několik vojvodství (vojvodství Malopolské, Svatokřížské, Mazovské, Slezské, Lublinské a Podkarpatské).